# ゲイリー・ホフマン
ゲイリー・ホフマン（Gary Hoffman, 1956年6月24日 - ）は、カナダ出身のチェロ奏者。
父アーウィンが指揮者、母エスターがヴァイオリン奏者、兄ジョエルが作曲家、弟トビーがヴィオラ奏者、妹デボラがハープ奏者の音楽一家の生まれ。ジェイコブズ音楽院でヤーノシュ・シュタルケルの下でチェロを学び、シカゴでカール・フルーの薫陶も受けた。1971年にはロンドンのヴィグモア・ホールで初リサイタルを行い、1978年には母校のジェイコブズ音楽院の講師となった。1979年にはニューヨークでソリストとして正式にデビューを果たしている。1986年にはロストロポーヴィチ国際チェロ・コンクールで優勝した。